# Grímsvötn
Grímsvötn ['g̥rimsvœʰtn̥] (isländisch „Grímurs Seen“) ist der Name eines Vulkans und eines subglazialen Sees, die im isländischen Hochland im Südosten von Island unter dem rund 8300 km² umfassenden Gletscherschild des Vatnajökull-Gletschers verborgen liegen. Dort befinden sich mehrere große Vulkanzentren, Bárðarbunga und Grímsvötn sind die bedeutendsten von ihnen.

## Name
Sowohl die Seen wie auch der Vulkan leiten ihren Namen von einer Volkssage ab.
Demnach hatte sich bei den als eisfrei zu denkenden Seen ein Mann namens Grímur niedergelassen, der aus den Westfjorden kam (daher sein Beiname Vestfjarða Grímur). Er hatte jedoch ein Verhältnis mit der Tochter von Trollen, die ihn, als sie auf ihn wütend war, eines Tages mit einem Fluch bedachte: Die Seen, an denen er wohnte, sollten zu bestimmten Zeiten Feuer speien und die Wälder der Umgebung niederbrennen – ein Fluch, der reichlich in Erfüllung ging.

## Vulkan
Es handelt sich um einen subglazialen Zentralvulkan, dessen System seit der Besiedelung Islands die höchste Ausbruchshäufigkeit aufweist.
Im Rand der Hauptcaldera des Zentralvulkans liegt der Berg Grímsfjall, der mit einer Höhe von 1725 m die höchste Erhebung des Zentralvulkans bildet. Der Zentralvulkan besteht aus verschiedenen ineinander verschränkten und größtenteils mit Eis gefüllten Calderen sowie einem subglazialen See in der Hauptcaldera.

## Vulkansystem der Grímsvötn
Zum Vulkansystem der Grímsvötn zählt auch der Vulkan Gjálp, der 1996 durch einen großen Gletscherlauf auf sich aufmerksam machte. Laut Magnús Tumi Guðmundsson ist auch Þórðarhyrna zuzurechnen.
Auch die Kraterreihe der Laki-Krater wird nach neuerer Forschung zu diesem Vulkansystem gezählt.

## Vulkanische Aktivität

### Allgemeines

Schemazeichnung einer subglazialen Eruption mit Erläuterungen

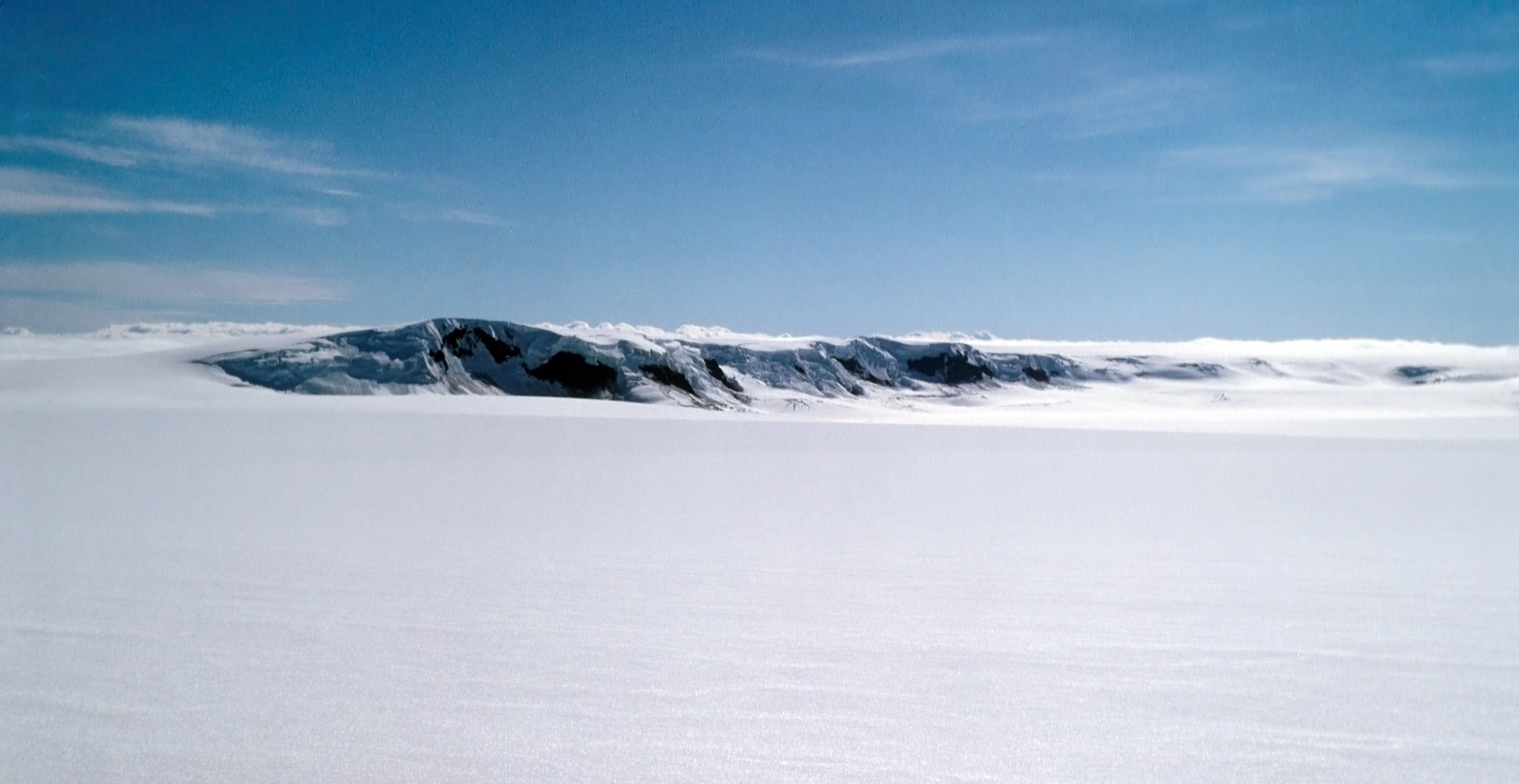
Grímsvötn, Juli 1972

Der Vulkan Grímsvötn ist einer der aktivsten Vulkane Islands. Seit der Besiedelung Islands im 9. Jahrhundert sind etwa 60 Ausbrüche des Vulkans bekannt. Während der letzten 100 Jahre eruptierte Grímsvötn im Durchschnitt etwa alle 10 Jahre: 1910, 1922, 1933, 1934, 1938, 1954, 1983, 1986, 1996, 1998, 2004 und 2011 Weitere Ausbrüche werden in den Jahren 1919, 1939, 1941, 1948, 1972 und 1984 vermutet.
Ein Großteil der etwa 60 bekannten Ausbrüche des Grímsvötn-Vulkans aus den letzten 800 Jahren haben sich an kurzen Ausbruchsspalten innerhalb der Hauptcaldera abgespielt.
Erst 1934 konnte man die erste Eruption tatsächlich aus der Nähe beobachten, obwohl man in vergangenen Jahrhunderten natürlich Aschenfall bemerkt und die Eruptionssäule aus der Ferne gesehen hatte. Doch der Vulkan liegt etwa 50 km vom bewohnten Gebiet entfernt mitten im Gletscher Vatnajökull, d. h. an schwer zugänglicher Stelle.

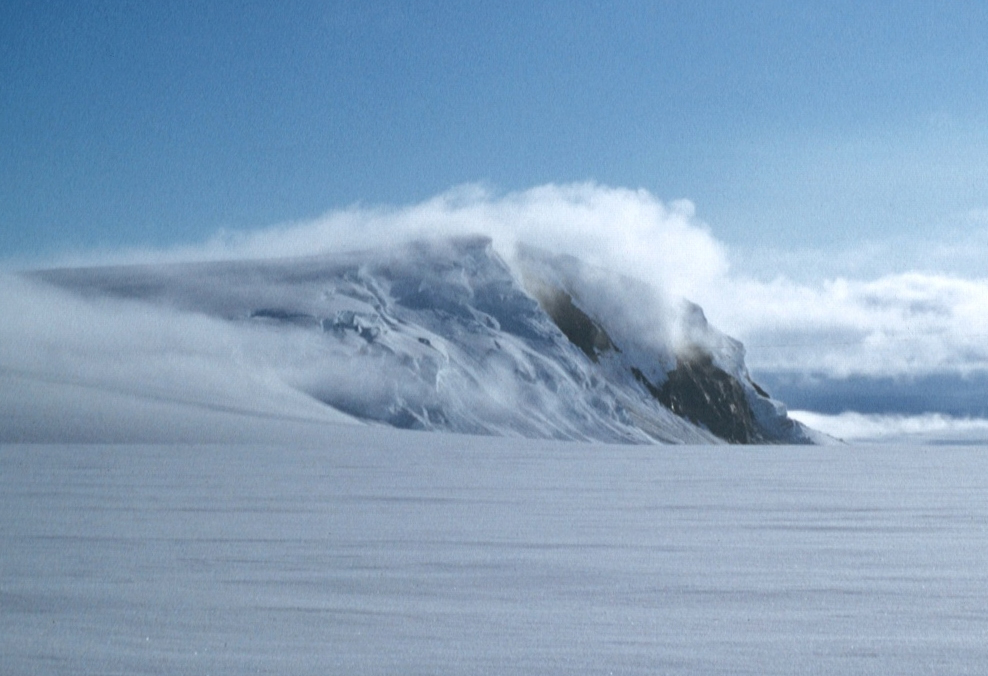
Grímsfjall mit Wolken, Juli 1972

Erst seit den 1930er Jahren kennt man auch die Lage der seit damals entstandenen Krater. Die Ausbruchsstellen von 1934, 1983 und 1998 etwa befinden sich alle ungefähr an derselben Stelle, nämlich am Rand der Caldera unterhalb des westlichen Svíahnjúkur und unterhalb der Nordseite des Grímsfjall. Die Nordflanke des Berges erhebt sich steil etwa 200 bis 300 m über die Eisdecke, die ihrerseits den darunterliegenden Gletschersee bedeckt. Die Bergflanke besteht zur Gänze aus Palagonit und bildet gleichzeitig den Südrand der Hauptcaldera der Grímsvötn. Alle bisher bekannt gewordenen Ausbruchsspalten lagen parallel zum Calderenrand.
Die Stelle des Ausbruchs von 2004 befindet sich jedoch an einem anderen Ort, nämlich im Südwesten des Gletschersees, etwa 2 km weiter westlich. Vermutlich befanden sich einige Krater der Ausbrüche im 19. Jahrhundert etwa an dieser Stelle.

### Einzelne Eruptionsphasen

#### Bis zum 17. Jahrhundert
Die bisher nachgewiesene Geschichte der Ausbrüche des Grímsvötn-Vulkans beginnt vor etwa 8230 Jahren mit einem starken explosiven Ausbruch (VEI6).
Der berühmte, hauptsächlich effusive Ausbruch der Laki-Krater im 18. Jahrhundert hatte auch schon Vorgänger in der Gegend. So wurde ein ähnlicher Ausbruch unbekannter Stärke vor etwa 4500 Jahren belegt.
Weitere vorhistorische Eruptionen vor etwa 3500 und 2000 Jahren sowie um das Jahr 50 n. Chr. konnten nachgewiesen werden.
Seit der Zeit der Besiedelung Islands im 10. Jahrhundert brach der Vulkan zunächst etwa 2 bis 3 Mal in jedem Jahrhundert aus. Ab dem 17. Jahrhundert stieg die Ausbruchshäufigkeit deutlich an, allerdings können neuere Ausbrüche auch leichter nachgewiesen werden, u. a. weil Tephra- und Lavaschichten nicht so sehr von anderen Schichten überlagert sind.

#### 18. Jahrhundert
Mit dem Ausbruch der Laki-Krater in den Jahren 1783 und 1784 produzierte das Vulkansystem eine der verheerendsten Katastrophen in der isländischen Geschichte. Während der Eruption bedeckten 12 bis 14 km³ an Laven weite Teile des isländischen Südens. Gleichzeitig wurden zudem giftige Gase und Aschewolken ausgestoßen, die einen reichen Anteil an Schwefeldioxid und Fluor enthielten. Ein Fünftel der Bevölkerung starb an den direkten und indirekten Folgen wie der aus der Vergiftung der Weiden, Bäche und Flüsse mit anschließendem Viehsterben resultierenden Hungersnot.
Auch in anderen Ländern lösten die Aerosolwolken Missernten aus.

#### 1996: Ausbruch im Gjálp und Gletscherlauf über den Skeiðarársandur
Der Ausbruch des später so bezeichneten Vulkans Gjálp 1996 hatte sich schon Tage zuvor durch Erdbebenserien und eine Rauch- und Aschewolke angekündigt. Die ungeheuren Mengen an Schmelzwasser flossen unter dem Eis ab und sammelten sich im subglazialen See Grímsvötn, wodurch der Wasserspiegel stark zu steigen begann und schließlich die davor liegende Eisbarriere durchbrochen wurde. Es kam zu einem Gletscherlauf vor allem der Flüsse Skeiðará und Gígjukvísl, wobei am Kulminationspunkt der Flut 45.000 m³/s zu Tal stürzten und die Sander vor dem Skaftafell-Nationalpark überfluteten.
Die Ringstraße (Hringvegur) war schon Tage zuvor gesperrt worden. Sie wurde durch die Fluten und die mitgerissenen Eisberge – von denen manche bis zu 10 m hoch waren und etliche Tonnen wogen – stellenweise schwer beschädigt, eine Brücke wurde ganz zerstört.
Die Eruption im Gjálp löste zudem am 6. November eine kleine Eruption im benachbarten Vulkan Bárðarbunga aus, die nur kurz anhielt, aber eine 4 km hohe Eruptionssäule produzierte.

#### 1998: Ausbruch in den Grímsvötn
Vom 18. bis zum 28. Dezember 1998 ereignete sich ein Vulkanausbruch in den Grímsvötn. Die Ausbruchsstellen befanden sich entlang einer 1300 m langen Spalte mit Ost-West-Ausrichtung nahe den Ausbruchsstellen von 1934 und 1983. Am Beginn der explosiven Eruption erreichte die Eruptionssäule eine Höhe von 10 km.
Da diesmal im Gegensatz zu der Eruption im Gjálp 10 km weiter nördlich im Jahr 1996 keine großen Eismengen schmolzen, kam es zu keinem größeren Gletscherlauf.

#### 2004: Ausbruch in den Grímsvötn

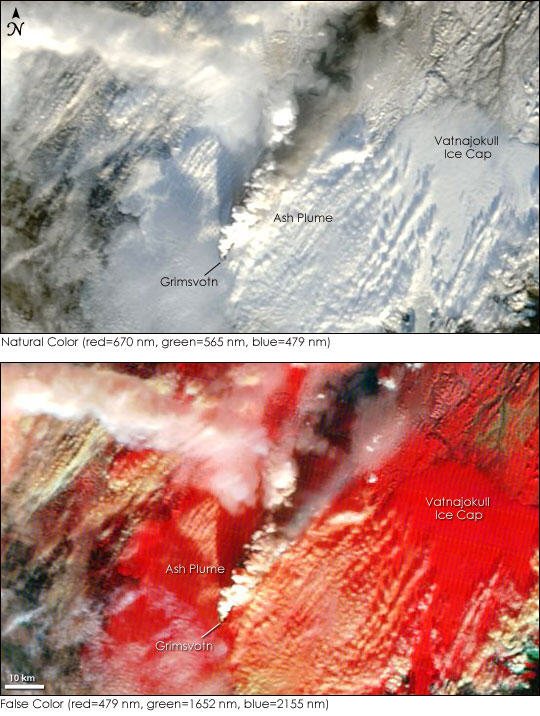
Satellitenbild vom Ausbruch des Grímsvötn am 2. November 2004

Am 1. November 2004 brach der Vulkan erneut aus und schleuderte eine 13 km hohe Aschewolke in die Atmosphäre. Es wurden keine Personen verletzt, da der Vulkan umgeben und bedeckt von riesigen Eismassen im unbewohnten südöstlichen Hochland Islands liegt. Der Luftverkehr wurde weiträumig um die Aschewolke umgeleitet. Als Grund für den Ausbruch vermuten Forscher den steigenden Druck in der Magmakammer unter dem Gletscher Vatnajökull, der zum Aufbrechen der Gesteinsschichten und zu einer explosiven Eruption führte. Andererseits wurde diesmal kein großer Gletscherlauf ausgelöst, weil sich seit dem letzten Ausbruch keine eigentliche Eisbarriere mehr aufgebaut hatte, das Wasser nicht gestaut wurde und nach und nach ablaufen konnte.

#### 2010: Gletscherlauf der Grímsvötn ohne feststellbaren Ausbruch
Seit dem 31. Oktober 2010 wurde vor allem im Fluss Gígjukvísl, der aus dem Talgletscher Skeiðarárjökull strömt, eine sich stetig erhöhende Wassermenge gemessen. Das Wasser des Flusses stammt teilweise aus den vergletscherten Seen Grímsvötn. Außerdem wurde eine erhöhte elektrische Leitfähigkeit des Wassers gemessen, was auf einen Anteil von heißem Tiefenwasser schließen lässt.
Der Gletscherlauf hatte an der Messstation am Gígjukvísl am 1. November 2010 einen Wasserfluss von 455 m³/s, am 2. November 2010 war er schon auf etwa 1650 m³/s angestiegen.
Gleichzeitig maß man mehrfach auch stärkere Erdbeben bis zur Stärke von 3 auf der Richterskala an der Messstation am Berg Grímsfjall, der zur Caldera des Grímsvötn-Vulkans gehört.
Geologen des Vulkanologischen Instituts der Universität Island stellten am Morgen des 3. November 2010 außerdem ein plötzliches Anwachsen des vulkanischen Tremors an derselben Messstation fest. Es hätte sich hier um Anzeichen eines bevorstehenden Ausbruchs handeln können.
Die Geologen unternahmen daher am 3. November 2010 einen Überwachungsflug über den Gletscher und stellten dabei fest, dass die Gletscheroberfläche an einigen Stellen über den Grímsvötn eingesunken war. Andererseits zeigten sich am Abend des 3. November 2010 keinerlei Anzeichen für einen Vulkanausbruch, der die Gletscheroberfläche hätte durchbrechen können. Mit einer Wassermenge von 2600 m³/s und damit 600 m³/s mehr als beim Ausbruch von 2004 hatte der Gletscherlauf nach Ansicht der Wissenschaftler zu der Zeit seinen Höhepunkt erreicht. Die Leitfähigkeit in den Flüssen Gígjukvísl und Súla war jedoch immer noch hoch.
Am 5. November 2010 gaben die Wissenschaftler endgültige Entwarnung: Es habe sich nur um Wasser gehandelt, das stetig durch das Hochtemperaturgebiet der Grímsvötn aufgetaut worden war und sich in den Seen angesammelt hatte. Der Gletscherlauf sei inzwischen abgeklungen. Allerdings habe er seine Laufrichtung im Vergleich zu früheren solchen Ereignissen geändert, d. h. die bei weitem größte Wassermenge fließe diesmal über den Fluss Gígjukvísl auf dem westlichen Skeiðarársandur ab und nicht wie bisher meist über den weiter im Osten gelegenen Fluss Skeiðará.

#### 2011: Ausbruch in den Grímsvötn

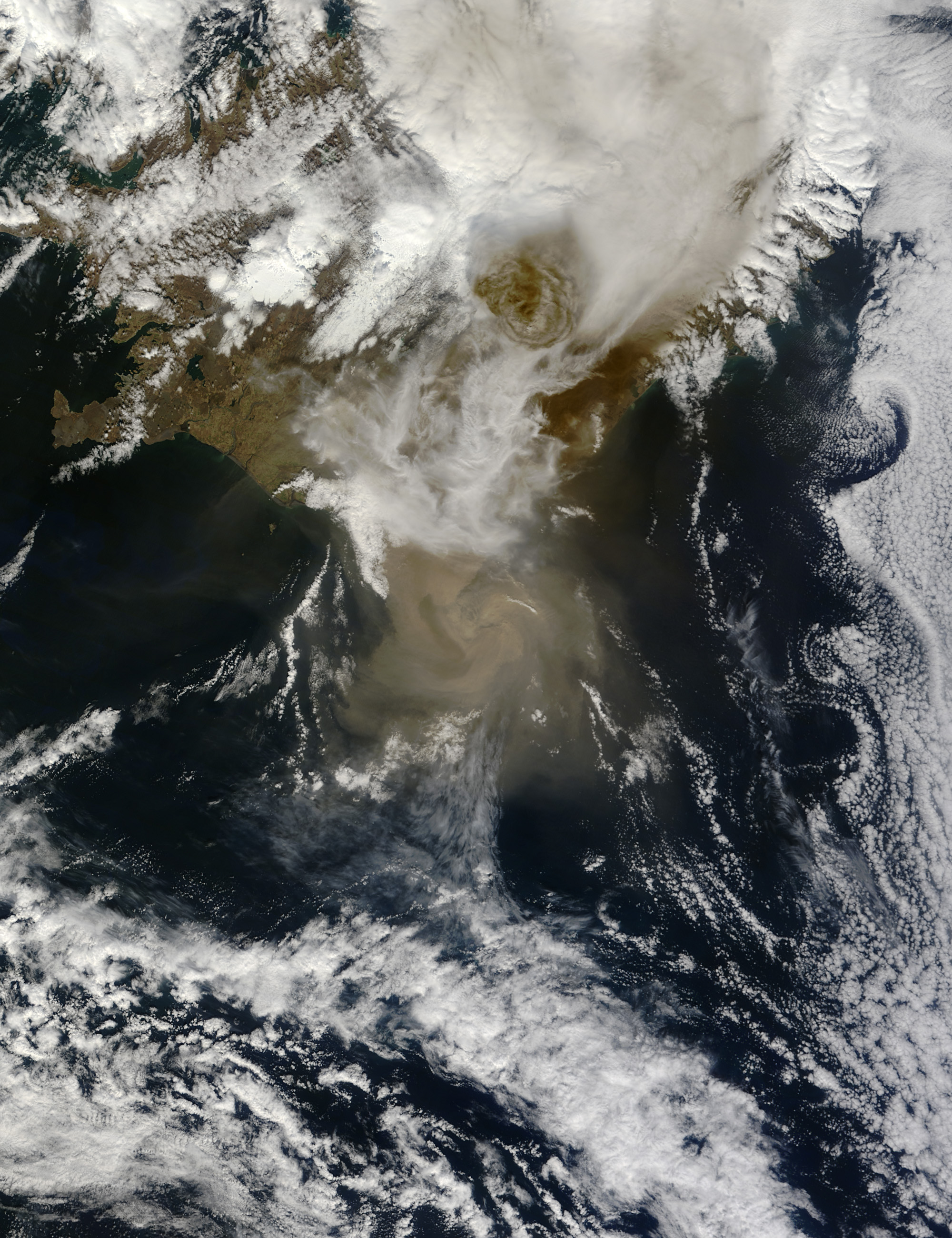
Satellitenfoto der NASA vom 23. Mai 2011. Das Photo erfasst ganz Island, links in der Mitte Reykjanes

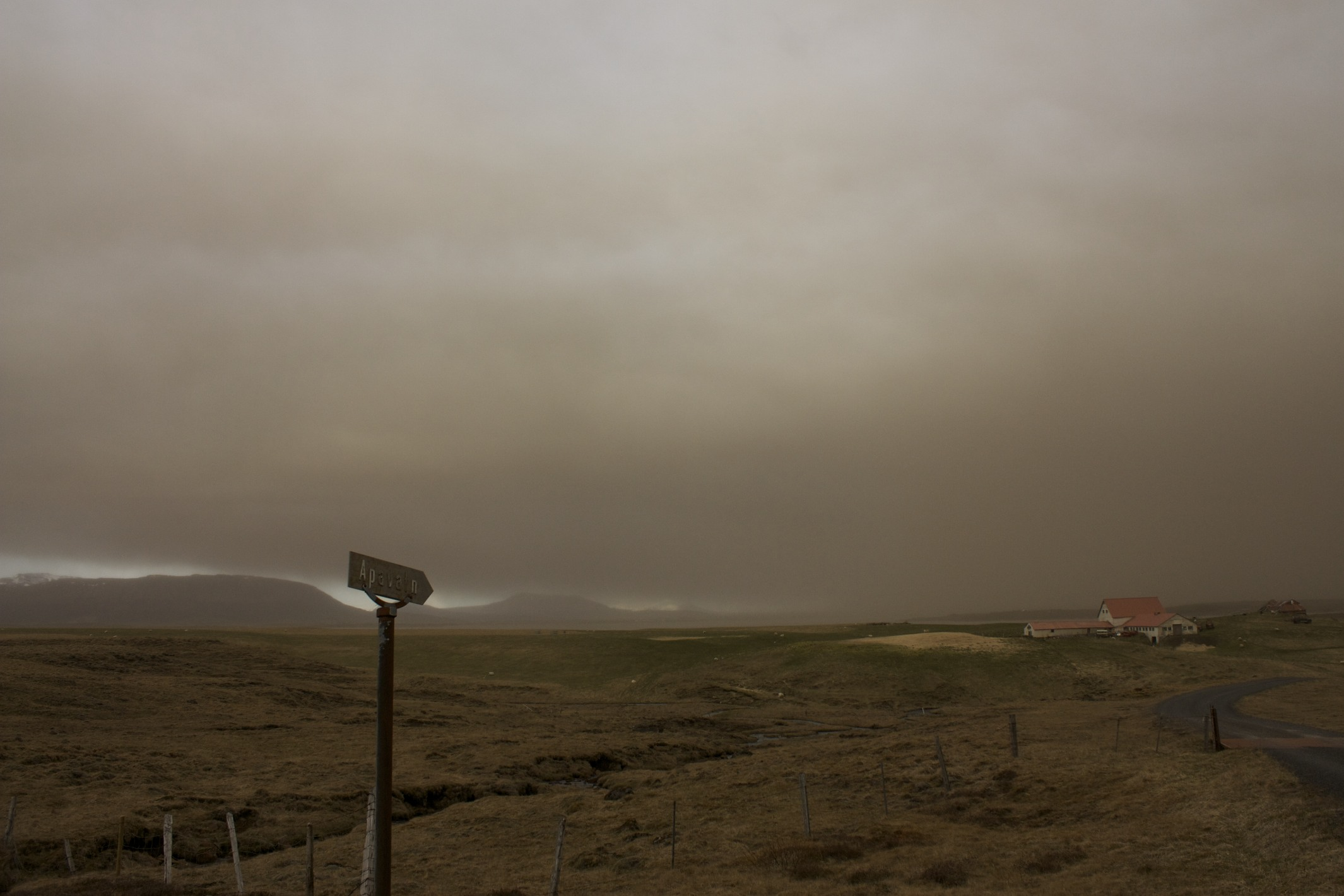
Aschewolke eine Autostunde von Reykjavík entfernt

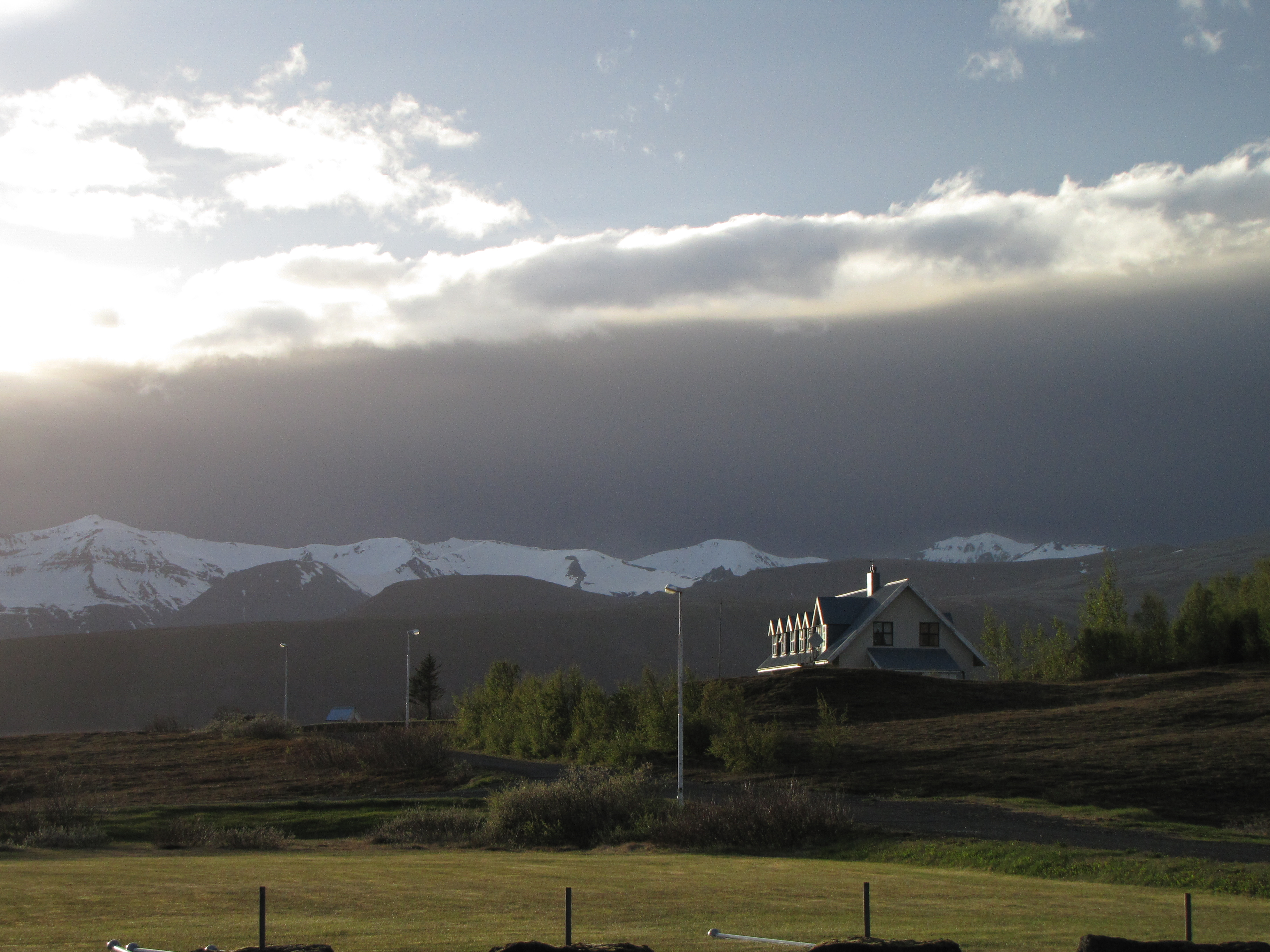
Aschewolke des Grímsvötn-Ausbruchs 2011 über dem Hotel Freysnes bei Skaftafell

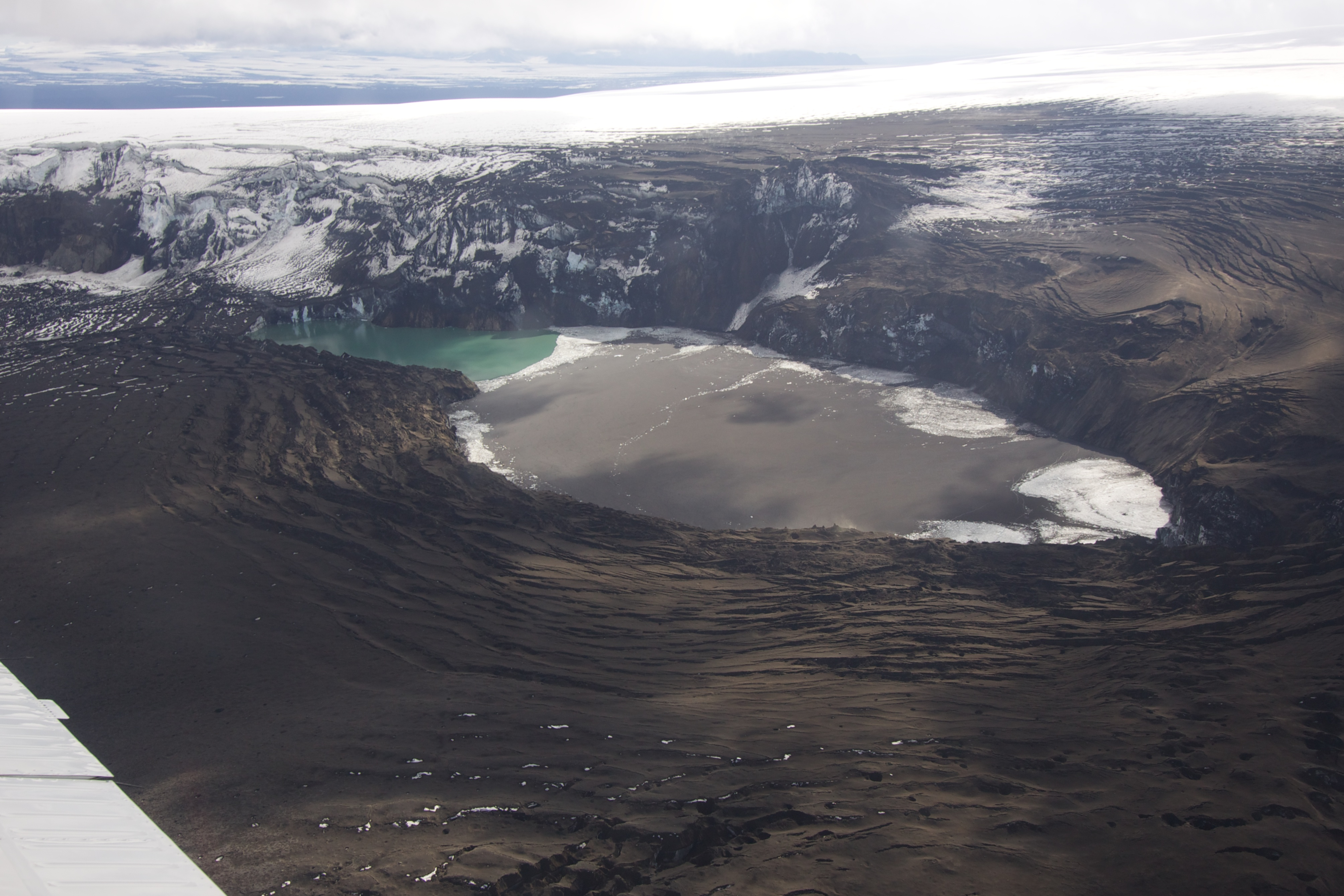
Grímsvötn, Aug. 2011

Am 21. Mai 2011 begann um 17:30 Uhr ein weiterer Ausbruch des Vulkans. Eine Aschewolke stieg bis zu 5500 m in die Atmosphäre und der Ausbruch wurde von etwa 50 Erdbeben bis zur Stärke 3,8 begleitet.
Einen Tag darauf erreichte die Aschewolke bereits eine Höhe von zeitweise 19 km, bestand aber im Gegensatz zum Ausbruch des Vulkans Eyjafjallajökull im Vorjahr vornehmlich aus Wasserdampf, welcher beim Gletscherschmelzen entstand. Aschepartikel waren nur bis in etwa 7 km Höhe festzustellen. Der Luftraum wurde im Umkreis von 200 km geschlossen, da Vulkanische Asche eine erhebliche Gefahr für den Luftverkehr ist.
Der Vulkanausbruch war am 22. Mai 2011 ziemlich stetig und produzierte eine Eruptionssäule von zumeist 9 bis 10 km, selten bis zu 15 km Höhe. Der Ausbruch ist immer noch stärker als der des Eyjafjallajökull 2010, obwohl er etwas nachgelassen hat. Magnús Tumi Guðmundsson, Professor für Geophysik am Vulkanologischen Institut der Universität Island, schätzte die ausgestoßene Menge an Eruptionsmaterial auf 10.000 bis 20.000 t/s in der Anfangsphase. Zur Zeit des Interviews mit dem staatlichen isländischen Fernsehsender RUV vermutete er, dass es immer noch 1000 bis 2000 t/s seien, was mehr ist als beim Ausbruch des Eyjafjallajökull 2010 in seiner aktivsten Phase. Die Ausbrüche des Grímsvötn-Vulkans sind dafür bekannt, dass sie zwar lange andauern können, jedoch der starke Aschenfall nur an den ersten Tagen bis in bewohnte Gebiete reicht. Das ausgestoßene Material ist vor allem Basaltgestein. Auffallend viele Blitze, d. h. 300 Stück zwischen 17 und 18 Uhr des 22. Mai, wurden in der Eruptionswolke festgestellt.
Am 22. Mai gab es zudem beträchtlichen Aschenregen in einem begrenzten Gebiet, das vom Öræfajökull bis nach Kirkjubæjarklaustur reichte. Der Hringvegur wurde daher zwischen Vík í Mýrdal und Freysnes bei Skaftafell vorübergehend geschlossen.
Am 23. Mai reichte die Eruptionswolke bis in eine Höhe von 8 bis 10 km, später nur noch bis in 5 bis 9 km Höhe, wobei man aber den starken Sturm am Ausbruchsort in Rechnung stellen musste, der die Wolke verwehte. Der Hauptteil der Wolke wurde nach Süden abgetrieben, jedoch herrschte in Höhen über 8 km Ostwind, der einen geringeren Teil nach Westen wehte.
Starker Aschenfall herrschte den ganzen Tag von Vík í Mýrdal bis zum Bezirk Öræfasveit. In Kirkjubæjarklaustur wurden 9,4 g/m² gemessen. Der Fluorgehalt betrug 9,4 mg/kg. Der leicht basische pH-Wert von 8,6 verweist darauf, dass das Magma bei phreatomagmatischen Eruptionen in seine Bestandteile zerlegt wird, ähnlich wie man dies von anderen Ausbrüchen des Grímsvötn-Vulkans kennt.
Die Ausbruchsstelle liegt in der Hauptcaldera der Grímsvötn und am selben Ort wie 2004, nämlich in der südwestlichen Ecke der Caldera.
Die GPS-Station am Berg Grímsfjall bewegte sich stark in der ersten Ausbruchsphase. An den ersten beiden Tagen rückte diese um 50 cm nach Nordwesten und senkte sich um 25 cm ab.
Am 24. Mai 2011 hatte die Kraft des Ausbruchs in jeder Hinsicht stark nachgelassen. Die inzwischen meist hellgraue bis weiße Eruptionswolke erreichte nur noch Höhen von 5 bis 8 km; es wurden nur mehr etwa 10 bis 70 t/s an Eruptionsmaterialien ausgestoßen; der Tremor war meist gleichmäßig, zwischendrin etwas stärker; direkt an der Ausbruchsstelle maß man keinerlei Erdbeben, nur einige wenige von geringer Stärke in Richtung Süden und Südwesten. Zwar gab es noch Aschenfall im Süden und Südwesten, aber auch dieser erreichte bei weitem nicht mehr die Intensität der letzten Tage, dafür zog sich die Aschenwolke nun etwa 800 km nach Süden aufs Meer hinaus. Was den vermutlichen Einfluss auf den europäischen Luftraum anging, so beruhigte die ESA: Da der größte Teil der Asche in sehr hochgelegene Teile der Atmosphäre injiziert wurde, sei ein so umfangreicher negativer Einfluss auf die Luftfahrt wie 2010 anlässlich des Ausbruchs des Eyjafjallajökull nicht zu befürchten. Allerdings wurden am 24. Mai etwa 500 Flüge im Norden Europas, d. h. in Schottland und Skandinavien, wegen der Aschenwolke verlegt oder gestrichen. Am 25. Mai wurden die Flughäfen in Bremen, Hamburg, Berlin und einigen anderen Städten für wenige Stunden geschlossen. Allerdings stellte sich bald heraus, dass nur wenig Aschepartikel in der Luft vorhanden waren, so dass beispielsweise die Berliner Flughäfen lange vor der geplanten Öffnung wieder freigegeben wurden. Es war bekannt geworden, dass die Asche-Konzentration deutlich geringer war, als zunächst angenommen wurde.
Insgesamt ließ die Kraft des Ausbruchs am 25. Mai 2011 weiter nach.
Die Eruptionswolke war am 24. Mai gegen 20 Uhr auf 5 km hinabgesunken, in der Nacht stieg sie aber wieder bis auf 7 km an und erreichte nachts gegen 2 Uhr wieder kurzfristig 12 km Höhe. Danach konnte sie nur noch kurzfristig auf Radar erkannt werden. Tephra-Fallout war nur noch in der Nähe der Ausbruchsstelle feststellbar. Jedes Mal wenn die Eruptionssäule wieder angestiegen war und die inzwischen meist hellfarbige sich wieder mehr dunkel verfärbt hatte, konnten einige Blitze in ihr festgestellt werden.
Wissenschaftler und Zeugen konstatierten vor Ort, dass nach wie vor explosive Ausbruchstätigkeit in den Grímsvötn vorhanden war, welche sich inzwischen auf drei bis vier Ausbruchskrater aus Tephra inmitten von Schmelzwasser konzentrierte. In einem Interview mit RÚV am 25. Mai 2011 bestätigte der Geophysiker und Vulkanologe Magnús Tumi Guðmundsson von der Universität Island nochmals, dass ein Gletscherlauf etwa wie 1996 diesmal nicht zu erwarten wäre. Gerade darauf wäre aber u. a. auch die diesmal sehr große Menge ausgeschiedener Asche zurückzuführen, die in etwa mit der des Katla-Ausbruchs von 1918 gleichzusetzen sei. Diesmal hätte der Vulkan nicht so viel Eis wegschmelzen müssen.
Am 26. Mai 2011 gab es wenig Änderungen im Vergleich zum Vortag, kleinere Explosionen fanden weiterhin im Krater statt, der Aschenfall betraf aber nur die unmittelbare Umgebung der Ausbruchsstelle. Am 26. Mai wurden auch Explosionen am Rand des Ausbruchskessels beobachtet, die auf einer Ausbruchsspalte lagen, die sich von den bisherigen Kratern nach Osten erstreckte.
Laut einem Interview des staatlichen isländischen Fernsehsenders RÚV mit dem bereits erwähnten Wissenschaftler M. T. Guðmundsson war der Vulkanausbruch am 27. Mai 2011 am Ausklingen, wenn er überhaupt noch im Gange war. Genau hatte man das nicht feststellen können, mangels Exkursionsmöglichkeit zur Ausbruchsstelle.
Am Samstag, dem 28. Mai 2011, endete der Ausbruch gegen 7 Uhr morgens. Zum Ergebnis äußerte wiederum Magnús Tumi Guðmundsson, dass an einem Tag so viel Material gefördert worden sei wie an 39 Ausbruchstagen des Eyjafjallajökull 2010.

#### Derzeit typische Ausbrüche
Derzeit bricht der Vulkan etwa alle 10 Jahre einmal aus.
Kleinere Eruptionen ereigneten sich z. B. 1983 und 1998, wobei jeweils etwa 0,1 km³ Tephra produziert wurde, die größere Eruption von 1996 ereignete sich am Gjálp, der zum selben Vulkansystem gerechnet wird.
Ausbrüche der Grímsvötn beginnen derzeit immer mit einer auffallenden Erdbebenserie, die einige Stunden lang anhält.
Die Dicke des Eises unter der Nordflanke des Grímsfjall, d. h. an den meistens aktiven Ausbruchsstellen, beträgt dabei 50 bis 200 m.
Ein beginnender Ausbruch kann diese Eisdecke wie beispielsweise bei dem Ausbruch im Jahr 1998 sehr schnell durchbrechen; der Durchbruch kann aber auch eine halbe bis ganze Stunde dauern (siehe 2004).
Es handelt sich immer um explosive, genauer gesagt phreatomagmatische Ausbrüche, wobei das basische Magma unter dem Einfluss des Wassers in feinkörnige Tephraprodukte zerrissen wird.
Die Eruptionssäule kann eine Höhe von 10 bis 14 km erreichen und die Asche kann sich über das ganze Land verteilen; ihre Gesamtmenge war in den letzten Jahren allerdings eher gering.
Die Menge an ausgestoßenem Material der letzten beiden Eruptionen betrug etwa 40 bis 60 Mio. m³ im Jahre 1998 und 20 bis 25 Mio. m³ im Jahre 2004. Zum Vergleich betrug das bei der Eruption des Eyjafjallajökull im Frühjahr 2010 ausgestoßene Material mind. 150 Mio. m³. Letzterer war aber kein stärkerer Ausbruch, er hielt nur länger an.
Während der ersten beiden Tage kann die Kraft in den Eruptionen der Grímsvötn beträchtlich sein. 1998 und ähnlich 2004 z. B. betrug der Magmaaufstrom am ersten Ausbruchstag 150 bis 200 m³/s bzw. 500 t/s. Das kommt der Tephraproduktion des Eyjafjallajökull an den ersten vier Tagen im April 2010 gleich.
Die meiste Kraft entfaltet die Eruption der Grímsvötn in den ersten beiden Tagen. Sie lässt dann jedoch nach – anders als bei der Eruption des Eyjafjallajökull. Die Gesamtdauer beträgt meist ein bis zwei Wochen, doch gab es auch längere und kürzere Ausbrüche. Der stärkste Aschenfall beschränkt sich auf die ersten beiden Tage.

## See

### Allgemeines
Es handelt sich um einen subglazialen See von 100 bis 200 m Tiefe unter einer normalerweise etwa ebenso dicken Eisdecke, der die Hauptcaldera des aktiven Vulkans Grímsvötn ausfüllt (6 km × 8 km). Er befindet sich etwa 50 km nördlich von Skaftafell.
Dieser See bleibt wegen der geothermalen Hitzequelle im Untergrund bestehen und friert nie ganz zu.
Alle 5 bis 10 Jahre steigt der Wasserspiegel aufgrund vulkanischer Aktivität derart an, dass der See sich entleert und dabei Flutwellen als sogenannten Gletscherlauf über die vorgelagerten Sanderebenen schickt.

### Mikrobiologie
Im Sommer 2004 wurden im Grímsvötn-See Bakterien entdeckt. Es handelt sich dabei um die ersten Bakterien, die je in einem übergletscherten See gefunden wurden.

### Fotos und Videos
- Video: Flug über Grímsvötn, 27. August 2011

#### Ausbruch im Gjálp 1996
- Foto und Video zum Ausbruch im Gjálp mit anschließendem Gletscherlauf über den Skeiðarársandur 1996, Text isländisch
- Film Það er ei nema eldur og ís (dt. Da ist nichts als Feuer und Eis): Film über Vulkanismus in Island, besonders Gjálp/Grímsvötn 1996 und Kraflaeldur 1975-84, Video mit isländischem Kommentar

#### Ausbruch 2004 in den Grímsvötn
- Video

#### Ausbruch 2011
- Photos der Eruption 2011, englischsprachige Website des Vulkanologischen Instituts der Universität Island
- Weitere Bilder der Eruption, englischsprachige Website des Meteorologischen Inst., Island
- Satellitenbilder, Karten, Schemazeichnungen, Website des Vulkanolog. Inst., Univ. Island
- Bildstrecke; Vísir.is (Text: isländisch); abgerufen am 24. Mai 2011
- RÚV.is (isländisch): Link zu Video unten auf der Seite (Video = isl. myndband): Grímsvötn-Ausbruch in der Mitternachtssonne, 24./25. Mai 2011
- NASA-Bild 11. Juni 2011
- Photosequenz: Beginn der Eruption im Mai 2011, gesehen vom Skeiðarársandur

### Wissenschaftliche Beiträge

#### Allgemeines
- Grímsvötn im Global Volcanism Program der Smithsonian Institution (englisch)
- Isländisches Wetteramt: aktuelle Erdbebenmessungen am Vatnajökull (englisch)
- Institute of Earth Sciences, Nordic Volcanological Center, Univ. of Iceland: Grímsvötn (Geol. Beschreibung der Grímsvötn sowie der letzten Ausbrüche) (englisch)

#### Verschiedene Einzelaspekte
- Raimon Alfaro, Bryndís Brandsdóttir, Daniel P. Rowlands, Robert S. White, Magnús T. Gudmundsson: Structure of the Grímsvötn central volcano under the Vatnajökull icecap, Iceland. In: Geophysical Journal International, Volume 168, Issue 2, 863–876, February 2007, doi:10.1111/j.1365-246X.2006.03238.x (Abstract, englisch)
- F. Albino u. a.: Influence of surface load variations on eruption likelihood: application to two Icelandic subglacial volcanoes, Grímsvötn and Katla. Univ. Island 2010, doi:10.1111/j.1365-246X.2010.04603.x (Zum Zusammenhang von Schnee- und Eisdecke einerseits und Eruptionswahrscheinlichkeit andererseits; englisch)
- K. Scharrer: Monitoring ice-volcano interactions using SAR and other remote sensing techniques. (PDF; 9,4 MB) Diss., Fakultät für Geowissenschaften der Ludwigs-Maximilian-Universität München, 2007 (Satellitenbeobachtungen von Vulkanen unter dem Vatnajökull; englisch)
- E. Magnússon, H. Björnsson, H. Rott, F. Pálsson: Reduced glacier sliding caused by persistent drainage from a subglacial lake. In: The Cryosphere, 2010, 4, S. 13–20, doi:10.5194/tc-4-13-2010
- Berthier et al.: The level of the Grímsvötn subglacial lake, Vatnajökull, Iceland, monitored with SPOPT5 images. (PDF; 588 kB) In: Science Direct, Earth and Planetary Science Letters, 2006, 243, S. 293–302 (englisch)
- Grímsvötn eruption 21 May to 28 May 2011, IN: Tephrabase. A Tephrochoronological Database, Univ. of Edinburgh

#### Ausbruch 2004
- B. Zimanowski: Vulkanausbruch auf Island: Vorhersage von LMU-Geologen bestätigt sich. Julius-Maximilians-Universität Würzburg, 2004 (Exkursion 2004 eines Teams der Universität Würzburg zu den Grímsvötn)

#### Ausbruch 2011
- Satellites monitor Icelandic ash plume (ESA-Satellitenbeobachtung der Eruption v. a. in Bezug auf die Ausbreitung von Aschewolken) (englisch)
- John A. Stevenson: Grímsvötn 1 - Crossing the glacier, Blog Volcan01010, 17. August 2011 (3-teiliger) Bericht des britischen Geologen John A. Stevenson auf seinem Blog über eine geolog. Exkursion zu den Grímsvötn nach dem 2011er Ausbruch, englisch, mit Fotos

### Andere
- Der Grimsvötn Ausbruch 2011 (private Website)